# Discovery Geschichte
Discovery Geschichte ("Discovery História") foi um canal de televisão alemão com foco em programas relacionados à história de propriedade da Discovery Networks Europe. O canal foi lançado em 31 de março de 2005 na plataforma Premiere.
O canal foi descontinuado em 15 de maio de 2009, depois que a Premiere assinou um novo contrato com a Discovery Networks Deutschland em preparação para o relançamento da Premiere como Sky Deutschland em julho. O Discovery Geschichte foi substituído pela versão local do National Geographic no dia seguinte. O Discovery Geschichte se tornou um bloco de programação do DMAX.